# Gary Suter
Gary Lee Suter (* 24. Juni 1964 in Madison, Wisconsin) ist ein ehemaliger US-amerikanischer Eishockeyspieler. Der Verteidiger absolvierte zwischen 1985 und 2002 über 1200 Spiele für die Calgary Flames, Chicago Blackhawks und San Jose Sharks in der National Hockey League. Im Trikot der Flames wurde er mit der Calder Memorial Trophy ausgezeichnet und errang 1989 den Stanley Cup. Mit der Nationalmannschaft der USA gewann Suter die Goldmedaille beim World Cup of Hockey 1996 sowie die Silbermedaille bei den Olympischen Winterspielen 2002.

## Karriere
Suter spielte während seiner Juniorenzeit zwischen 1981 und 1983 bei den Dubuque Fighting Saints in der United States Hockey League, bevor er ab 1983 für zwei Spielzeiten für das Team der University of Wisconsin–Madison aufs Eis ging. Beim NHL Entry Draft 1984 musste er bis in die neunte Runde warten, wo ihn die Calgary Flames aus der National Hockey League als 180. auswählten. Er blieb noch ein Jahr an der Universität und spielte für die Vereinigten Staaten bei der Junioren-Weltmeisterschaft 1984, bevor er in die National Hockey League nach Calgary wechselte.
In seiner ersten Profispielzeit sammelte er 68 Punkte als Verteidiger, was ihm die Calder Memorial Trophy als bestem Rookie einbrachte. Bereits in seiner dritten Saison 1987/88 schaffte er bei 70 Assists mit 91 Punkten den höchsten Wert seiner Karriere. Am Ende der Stanley-Cup-Playoffs 1989 holte er mit den Flames den Stanley Cup. 1994 gaben ihn die Flames an die Hartford Whalers ab, doch von Hartford ging es ohne ein Spiel absolviert zu haben gleich am nächsten Tag weiter zu den Chicago Blackhawks.
Viereinhalb Jahre blieb Suter in Chicago, bevor er dort durch Paul Coffey ersetzt wurde, da er verletzt war. In San Jose hatte man registriert, dass Suter zu haben war und holte ihn zur Saison 1998/99, in der er nur ein Spiel bestritt. In der folgenden Saison kam er zurück aufs Eis und war bis 2002 eine Größe in der Verteidigung der Sharks. Er krönte seine Karriere mit dem Silbermedaillengewinn bei den Olympischen Winterspielen 2002 in Salt Lake City. 2011 wurde er mit der Aufnahme in die United States Hockey Hall of Fame geehrt.

## Erfolge und Auszeichnungen
| - 1983 Clark-Cup-Gewinn mit den Dubuque Fighting Saints - 1986 Calder Memorial Trophy - 1986 NHL All-Rookie Team - 1986 Teilnahme am NHL All-Star Game - 1988 NHL Second All-Star Team - 1988 Teilnahme am NHL All-Star Game | - 1989 Teilnahme am NHL All-Star Game - 1989 Stanley-Cup-Gewinn mit den Calgary Flames - 1991 Teilnahme am NHL All-Star Game - 1996 Teilnahme am NHL All-Star Game (verletzungsbedingte Absage) - 2011 Aufnahme in die United States Hockey Hall of Fame |

### International
- 1991 Silbermedaille beim Canada Cup
- 1996 Goldmedaille beim World Cup of Hockey
- 2002 Silbermedaille bei den Olympischen Winterspielen

## NHL-Rekorde
- 6 Torvorlagen in einem Spiel als Verteidiger (4. April 1986; gemeinsam mit 5 weiteren Spielern)
- 6 Torvorlagen in einem Spiel als Verteidiger in seiner ersten Saison (4. April 1986)

## Karrierestatistik

### International
Vertrat die USA bei:
| - Junioren-Weltmeisterschaft 1984 - Weltmeisterschaft 1985 - Canada Cup 1987 - Canada Cup 1991 | - Weltmeisterschaft 1992 - World Cup of Hockey 1996 - Olympischen Winterspielen 1998 - Olympischen Winterspielen 2002 |

(Legende zur Spielerstatistik: Sp oder GP = absolvierte Spiele; T oder G = erzielte Tore; V oder A = erzielte Assists; Pkt oder Pts = erzielte Scorerpunkte; SM oder PIM = erhaltene Strafminuten; +/− = Plus/Minus-Bilanz; PP = erzielte Überzahltore; SH = erzielte Unterzahltore; GW = erzielte Siegtore; 1 Play-downs/Relegation; Kursiv: Statistik nicht vollständig)

## Familie
Sein Bruder Bob Suter gewann mit dem Team USA die Goldmedaille beim Miracle on Ice, zudem etablierte sich dessen Sohn Ryan Suter ebenfalls als Verteidiger in der NHL. Ferner schafften es sein Sohn Jake Suter und seine Neffen Garrett Suter und Jeremy Dehner ebenfalls ins professionelle Eishockey.